# Roodkapmierlijster
De roodkapmierlijster (Formicarius colma) is een zangvogel uit de familie Formicariidae (mierlijsters).

## Verspreiding en leefgebied
Deze soort komt voor in het Amazonegebied en in het zuidoosten van Brazilië. Er zijn vier ondersoorten:
- F. c. colma: oostelijk Colombia, zuidelijk Venezuela, de Guyana's en noordelijk Brazilië ten noorden van de Amazonerivier.
- F. c. nigrifrons: oostelijk Ecuador, oostelijk Peru, noordelijk Bolivia en amazonisch zuidwestelijk Brazilië.
- F. c. amazonicus: centraal Brazilië.
- F. c. ruficeps: oostelijk, zuidoostelijk en zuidelijk Brazilië.

## Status
De grootte van de populatie is niet gekwantificeerd maar de soort wordt omschreven als algemeen. Op de Rode lijst van de IUCN heeft deze soort de status niet bedreigd.